# Filip Trpcevski
Filip Trpcevski, född 4 maj 2003, är en svensk-makedonsk fotbollsspelare som spelar för IK Brage.

## Klubblagskarriär
Filip Trpcevskis moderklubb är Backatorps IF på Hisingen, vilka han började spela för som sexåring. Tolv år gammal gjorde han klubbytet till öns stora lag, BK Häcken.
Den 20 februari 2022 fick en 18-årig Trpcevski tävlingsdebutera för BK Häcken. I gruppspelsmatchen mot Ytterhogdals IK i Svenska Cupen stod Trpcevski för ett inhopp och gjorde ett av målen i 13-0-segern. När Allsvenskan sedan drog igång fick Trpcevski tidigt förtroendet, då han debuterade i 2-1-segern mot Degerfors IF i den andra omgången den 9 april 2022. Efter att ha stått för sex inhopp i de åtta första omgångarna ådrog sig Trpcevski en korsbandsskada i mötet med Kalmar FF den 15 maj 2022.
I februari 2024 lånades Trpcevski ut till Utsiktens BK på ett låneavtal fram till sommaren. I september 2024 lånades han ut till Örgryte IS på ett låneavtal över resten av säsongen. I februari 2025 värvades Trpcevski av Superettan-klubben IK Brage.

## Landslagskarriär
Filip Trpcevski är född och uppvuxen på Hisingen i Göteborg men har i landslagssammanhang valt att representera Nordmakedonien, vilka han spelat för upp till och med U20-nivå. 
Trpcevski har också varit kallad till Sveriges P15-landslagsläger på Bosön 2018.
I december 2017 debuterade Trpcevski för Nordmakedoniens P15-landslag i ett dubbelmöte mot Cypern.  Två år senare spelade han samtliga tre kvalmatcher när Nordmakedonien misslyckades att ta sig vidare från den första kvalrundan till U17-EM 2020.

## Statistik
| Klubb              | Säsong             | Liga               | Liga    | Liga | Nationell cup | Nationell cup | Internationell cup | Internationell cup | Övrigt  | Övrigt | Totalt  | Totalt |
| Klubb              | Säsong             | Division           | Matcher | Mål  | Matcher       | Mål           | Matcher            | Mål                | Matcher | Mål    | Matcher | Mål    |
| ------------------ | ------------------ | ------------------ | ------- | ---- | ------------- | ------------- | ------------------ | ------------------ | ------- | ------ | ------- | ------ |
| BK Häcken          | 2022               | Allsvenskan        | 6       | 0    | 2             | 1             | 0                  | 0                  | -       | -      | 8       | 1      |
| Totalt i karriären | Totalt i karriären | Totalt i karriären | 6       | 0    | 2             | 1             | 0                  | 0                  | 0       | 0      | 8       | 1      |

## Meriter
BK Häcken
- Svensk mästare: 2022